# جيم ميلر (لاعب كرة قدم أمريكية)
جيم ميلر (بالإنجليزية: Jim Miller)‏ هو لاعب كرة قدم أمريكية أمريكي، ولد في 5 يوليو 1957 في ريبلي في الولايات المتحدة.

## وصلات خارجية
- جيمس ميلر على موقع مرجع كرة القدم المحترفة.كوم (الإنجليزية)